# Thomas Falcon Hazell
Thomas Falcon Hazell (ur. 7 sierpnia 1892 w Roundstone, zm. 4 września 1946 w Newport) – irlandzki as myśliwski z czasów I wojny światowej, służący w armii Imperium brytyjskiego. Należał do grona asów posiadających tytuł honorowy Balloon Buster.

## Służba wojskowa podczas I wojny światowej
Thomas Falcon Hazell zgłosił się do służby na początku wojny i został przyjęty do 7. batalionu Królewskich Fizylierów z Inniskilling. W 1916 przeniósł się do Royal Flying Corps. W czerwcu przeżył wypadek lotniczy, a wkrótce potem, po ukończeniu szkolenia, został przydzielony do 1 Squadronu, w którym latał na Nieuporcie 17.
Po osiągnięciu 20 zwycięstw powietrznych i pewnym czasie udzielania instruktażu w Centralnej Szkole Latania, w czerwcu 1918 został przeniesiony do 24 Squadronu, używającego samolotów S.E.5a. Hazell stał się 60-tą ofiarą Ernsta Udeta, który zestrzelił go po długim pościgu nisko nad linią frontu. Hazellowi udało się jednak przeżyć przymusowe lądowanie.
W październiku, po uzyskaniu kolejnych 20 zwycięstw, został mianowany dowódcą 203 Squadronu.

## Okres międzywojenny i II wojny światowej
W latach 20. Hazell był dowódcą szeregu jednostek na Bliskim Wschodzie, między innymi w Iraku.
W 1944 został dowódcą kompanii D 24. Batalionu (Tettenhall) South Staffordshire Home Guard.

## Odznaczenia
- Distinguished Service Order
- Military Cross
- Distinguished Flying Cross – dwukrotnie